# Cine Metropol
Cine Metropol es un disco perteneciente al cantautor uruguayo Jaime Roos editado en el año 2013  bajo el sello Montevideo Music Group. Recopila diversas canciones grabadas por el artista para películas, series de televisión, publicidades y obras de teatro.
El nombre del disco se debe a un cine que funcionó en Montevideo hasta 1965 en la esquina de la Avenida 8 de Octubre y Estero Bellaco. Este cine es mencionado en la letra del poema Golondrinas de Mauricio Rosencof que fuera grabado por Jaime Roos en el disco La margarita.

## Lista de canciones
Las canciones tienen letra y música de Jaime Roos salvo las indicadas
1. Retirada Asaltantes con patente 1932 (letra de "Hueso" Pérez, música tradicional)
2. Retirada Asaltantes con Patente 1964 (letra de Carlos Soto, música tradicional)
3. El grito del canilla (letra de Raúl Castro y Jaime Roos)
4. Foto y nota (letra de Raúl Castro y Jaime Roos)
5. Siga el baile (letra de Carlos Warren y música de Edgardo Donato)
6. La ballena (letra y música de Jaime Roos y Mauricio Dayub)
7. Hermano te estoy hablando (parte final)
8. Usted general Artigas (letra de Enrique Estrázulas y Jaime Roos)
9. Qué verá esa gente
10. Pa'l abrojal (letra y música de José Carbajal)
11. Domingo de mañana
12. Por eso
13. Se va la murga
14. Hombre oculto (letra de Manuel Vázquez Montalbán)
15. Milonga de Gauna
16. Las luces del estadio (letra de Raúl Castro y Jaime Roos)
17. Despedida del gran tuleque 87 (letra de Mauricio Rosencof)
18. Inexplicable
19. Expreso horizonte
20. Nombre de bienes (letra y música de Eduardo Mateo)

## Detalles de las canciones
Los dos primeros temas del disco son dos retiradas de la tradicional murga Asaltantes con Patente. Fueron grabados para la película Jugadores con patente (2013), que tuvo música de Juan Campodónico, Pablo Bonilla y Jaime Roos.
El grito del canilla fue grabada en 1989 para un famoso comercial del diario El País, la voz solista en esta canción es del Canario Luna. Foto y nota, grabada en 1993, también formó parte de un comercial del mismo periódico.
Siga el baile es el tema central de la película argentina Luna de Avellaneda (2004).
La ballena y Hermano te estoy hablando formaron parte en la obra teatral "El amateur", de Mauricio Dayub, dirigida por Luis Romero en 1998. La música de esta obra fue galardonada con el premio ACE como la mejor música del año en el teatro argentino y con el Cóndor de Plata.
Usted general Artigas y Qué verá esa gente fueron compuestas para la obra teatral "Instrucciones para un pueblo libre" de Ana Rico y Carolina Cerruti, dirigida por Cerruti en 2013.
Pa'l abrojal, Domingo de mañana y Por eso son parte de la banda musical de El viaje hacia el mar, película uruguaya de 2003 dirigida por Guillermo Casanova. La banda sonora de esta película fue considerada por la Asociación de Críticos del Uruguay como la mejor de ese año.
Se va la murga y Hombre oculto fueron grabadas para la teleserie "Pepe Carvalho en Buenos Aires". La segunda canción tiene la voz solista de Adriana Varela.
Milonga de Gauna fue el tema central de la película argentina El sueño de los héroes de 1997.
Las luces del estadio fue grabada para el teleteatro "Los tres", dirigida por Jorge Denevi, que se emitió en el canal 5 de Uruguay en 1987.
Despedida del Gran Tuleque '87 formó parte de la obra de teatro  "El regreso del Gran Tuleque", de Mauricio Rosencof dirigida por Carlos Aguilera en 1987.
Inexplicable y Expreso Horizonte formaron parte de la obra de teatro "Las mágicas noches bailables del Pepe Pelayo" de Alberto Paredes y Ana Magnabosco, dirigida por Dumas Lerena en 1989. La versión de Expreso Horizonte fue grabada en vivo en el Teatro Solis en 1997.
Nombre de bienes apareció en el musical televisivo "Jaime Roos - Otra vez rocanrol" de Mauro Sarser emitido en 2009 en el canal 10 de Montevideo. En esta versión de la canción de Eduardo Mateo acompañan a Roos: Gabriel Peluffo (Buitres después de la una), Christian Cary (La Triple Nelson), Emiliano Brancciari (No Te Va Gustar), Martín Buscaglia, Federico Lima (conocido como Socio) y Mateo Moreno.

## Lanzamiento
El disco fue lanzado al mercado en diciembre de 2013. Los cortes de difusión fueron los dos primeros temas del disco.